# Brdo (Buje)
Brdo (olaszul:  Berda/Collalto) falu Horvátországban, Isztria megyében. Közigazgatásilag Bujéhoz tartozik.

## Fekvése
Az Isztria északnyugati részén, Umagtól 20 km-re keletre, községközpontjától 11 km-re északkeletre, a Bujština területén a Dragonja völgye feletti magaslaton, a szlovén határ mellett fekszik.

## Története
A falu egy történelem előtti erődített település helyén jött létre. 1035-ben "Warda Vegla" néven említik először. A 16. századig a momjani plébániához tartozott. 1567-től önálló káplán látta el híveit. A 16. és 17. században a Balkánról, főként Dalmáciából érkezett földműves családokkal népesítették be. 1797-ben a napóleoni háborúk következtében megszűnt a Velencei Köztársaság és az Isztriával együtt a település is Habsburg uralom alá került. 1805-ben Napóleon a francia fennhatóság alatt álló Illír provincia részévé tette. Napóleon bukása után 1813-ban az egész Isztriával együtt ismét a Habsburg birodalom részévé vált és maradt 1918-ig. 1857-ben 176, 1910-ben 241 lakosa volt.
Az első világháború után a rapallói szerződés értelmében Isztria az Olasz Királysághoz került. 1943-ban az olasz kapitulációt követően német megszállás alá került, mely 1945-ig tartott. A második világháború után a párizsi békeszerződés értelmében Jugoszlávia része lett, de 1954-ig különleges igazgatási területként átmenetileg a Trieszti B zónához tartozott és csak ezután lépett érvénybe a jugoszláv polgári közigazgatás. A település Jugoszlávia felbomlása után 1991-ben a független Horvátország része lett. 1993-ban újraalakították a történelmi Buje községet, melynek része lett. 2011-ben 13 lakosa volt. Lakói mezőgazdasággal és állattartással foglalkoznak.

## Nevezetességei
Szent Jakab tiszteletére szentelt plébániatemploma a 18. század végén épült, 1933-ban megújították. Egyhajós épület sokszögű apszissal. Különálló pártázatos harangtornya 1925-ben épült, 16 méter magas, két harang van benne. Egyik mellékoltárnak képét Girolamo Corner festette 1859-ben.

## Lakosság
| Lakosság változása | Lakosság változása | Lakosság változása | Lakosság változása | Lakosság változása | Lakosság változása | Lakosság változása | Lakosság változása | Lakosság változása | Lakosság változása | Lakosság változása | Lakosság változása | Lakosság változása | Lakosság változása | Lakosság változása | Lakosság változása |
| ------------------ | ------------------ | ------------------ | ------------------ | ------------------ | ------------------ | ------------------ | ------------------ | ------------------ | ------------------ | ------------------ | ------------------ | ------------------ | ------------------ | ------------------ | ------------------ |
| 1857               | 1869               | 1880               | 1890               | 1900               | 1910               | 1921               | 1931               | 1948               | 1953               | 1961               | 1971               | 1981               | 1991               | 2001               | 2011               |
| 134                | 142                | 155                | 164                | 142                | 189                | 311                | 304                | 167                | 62                 | 46                 | 19                 | 16                 | 12                 | 16                 | 13                 |